# Direct2Drive
Direct2Drive — интернет-магазин, специализирующийся на продаже цифровых копий компьютерных игр для персональных компьютеров, открытый компанией IGN Entertainment в 2004 году. В 2000-х и начале 2010-х назывался журналистами основным конкурентом Steam. С 2009 по 2011 годы присуждал премию в области инди-игр Direct2Drive Vision Award.
Помимо игр сервис также распространял другую медиа-продукцию в цифровом виде, такую как книги, журналы и кинофильмы. С 2014 года принадлежит компании AtGames и специализируется на перепродаже ключей активации игр в других службах цифровой дистрибуции.

## История

Direct2Drive в 2008 году под управлением IGN Entertainment

Сервис Direct2Drive был открыт компанией IGN Entertainment в октябре 2004 года. В следующем году в дополнение к играм сервис начал продавать электронные версии книг о компьютерных играх издательства Prima Games. В 2006 году служба расширила свой ассортимент и начала распространять фильмы, телесериалы и аниме.
В 2009 году Direct2Drive отказался продавать Call of Duty: Modern Warfare в знак протеста против интеграции в неё технологии Steamworks от прямого конкурента Valve. Игра использовала клиент Steam для обновления, поддержки и аутентификации. Представители сервиса заявили, что ранее в том же году оповестили всех своих партнёров-издателей, что не будут продавать в своём магазине продукты, которые используют Steam для DRM-защиты. Вскоре к бойкоту присоединились службы цифровой дистрибуции GamersGate и Impulse.
25 мая 2011 сервис был куплен у IGN компанией GameFly, которая специализировалась на аренде игр для игровых приставок. В декабре 2011 года было анонсировано, что сервис будет объединён с GameFly Digital, а многие уже купленные игры не будут доступны в новом сервисе. Платформа GameFly Digital была многоплатформенной службой продажи и аренды игр, а также предоставляла неограниченный доступ к своей библиотеке за ежемесячную подписку.
В августе 2014 GameFly продала сервис компании AtGames. Новый владелец перезапустил магазин под старым брендом Direct2Drive в ноябре 2014 года и обещал, что все учётные записи пользователей сохранятся, а игры купленные в GameFly продолжат быть доступными. Специализирующаяся на ретро-консолях и аркадных автоматах компания AtGames заключила партнёрские отношения с SNK и Atari о распространении их классических игр через Direct2Drive, а также интегрировала магазин в другие свои сервисы, такие как ArcadeNet и Bring Your Own Game.
В 2019 году компания AtGames анонсировалв партнёртство с SNK Corporation, результатом которого стал выпуск их старых игр времён Neo-Geo и более ранних в магазине Direct2Drive.

## Описание сервиса
С самого начала своего существования Direct2Drive представлял собой веб-сайт с помощью которого можно было купить цифровые версии компьютерных игр, а затем и другие медиа-продукты, такие как книги, журналы, фильмы и телесериалы. Для загрузки приобретённых файлов на диск использовалось специальное программное обеспечение под названием Downloader Manager.
В Direct2Drive использовалась DRM-технология ActiveMARK от компании Trymedia. Для получения лицензии на купленный продукт было необходимо подключиться к DRM-серверу. Количество одновременно активированных лицензий было лимитировано. Позднее сервис начал позиционировать себя как безразличный к вопросу DRM и начал так же продавать игры без DRM защиты. Наличие или отсутствие защиты зависело от разработчика или издателя конкретного продукта.
После покупки сервиса компанией Gamefly, в 2012 году новый владелец выпустил собственное программное обеспечение через которое можно было покупать и брать в аренду компьютерные игры. Специализацией перезапущенного сервиса Direct2Drive в 2014 году стала перепродажа через веб-сайт ключей активации игр для других магазинов, таких как Steam. Компания AtGame объединила пользовательскую базу сервиса со своей системой стриминга аркадных игр ArcadeNet и интегрировала Direct2Drive в сервис Bring Your Own Game, позволяющий играть на консолях семейства Legends Arcade в игры для персональных компьютеров. Помимо этого, Direct2Drive предоставляет сервис облачного гейминга D2D Streaming.

## Direct2Drive Vision Award

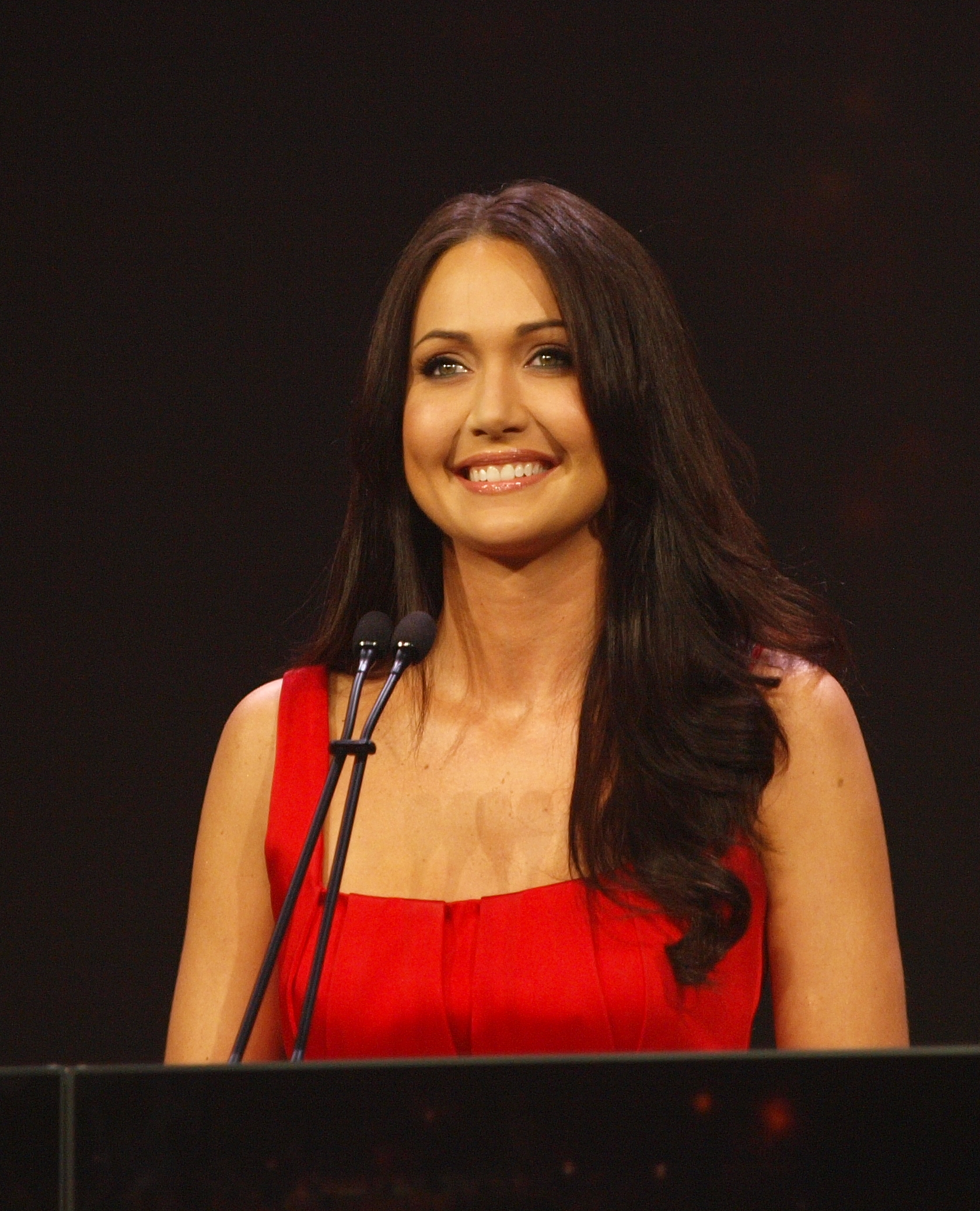
Ведущая IGN Чобот, Джессика объявляет лауреата премии в 2010 году

С 2009 по 2011 годы существовала премия Direct2Drive Vision Award в рамках фестиваля Independent Games Festival. Награда вручалась независимым разработчикам за свежие идеи и инновации в индустрии компьютерных игр. Приз включал в себя 10000$ и продвижение на сервисе Direct2Drive.
| Год  | Номинанты | Победитель                                   |
| ---- | --- | -------------------------------------------- |
| 2009 | - Cortex Command (Data Realms) - Dyson (Алекс Мей, Рудольф Кремерс) - Puzzlegeddon (Pieces Interactive)                                      | Osmos (Hemisphere Games)                     |
| 2010 | - HurricaneX2 (You Yun Tech) - Joe Danger (Hello Games) - NyxQuest: Kindred Spirits (Over The Top Games) - Super Meat Boy (Team Meat)        | Max & the Magic Marker (Press Play)          |
| 2011 | - Flotilla (Blendo Games) - Confetti Carnival (SpikySnail Games) - Hazard: The Journey for Life (Александер Брюс) - NightSky (Никлас Нюгрен) | Amnesia: The Dark Descent (Frictional Games) |

## Отзывы и популярность
В номере журнала PC Magazine за октябрь 2004 года обозреватель дал Direct2Drive три балла из пяти и отметил, что библиотека игр пока ещё не очень впечатляющая. Журналист NBC News Мэтт Слэйджл тоже отметил малое количество доступных игр, но в целом написал положительную рецензию, написав, что сайт выгодно выделятся на фоне конкурентов предоставляя подробное описание игры со скриншотами и обзорами. Старший редактор журнала Computer Gaming World Даррен Глэдстоун в своей статье 2005 года сделал сравнительный анализ Direc2Drive, Steam, GameTap, Yahoo! Games и сервис от Comcast. Он оценил библиотеку игр Direc2Drive выше конкурентов, а удобство в использовании наоборот ниже остальных сервисов.
Журнал Game Developer называл сервис основным конкурентом Steam в конце 2000-х годов. В 2010 году издание написало, что эти два сервиса доминируют в области продажи цифровых копий игр. Журнал «Страна игр» тоже назвал эти два сервиса лидерами рынка в 2010 году. Издание PC Zone в том же году назвала Steam и Direct2Drive гигантами рынка цифрового распространения.
Сервис GameFly Digital, частью которого Direct2Drive был с 2011 по 2014 годы, журнал PC Gamer назвал одной из неудачных попыток создать «Netflix для игр». Практику продажи ключей активации в других магазинах, которой стал заниматься Direct2Drive после его приобретения компанией AtGames, журнал PC Magazine назвал спорной, хотя и законной. Обозреватель издания Джордан Майнор сравнил эту деятельность с торговыми площадками Green Man Gaming и G2A, отметив что последняя — наиболее сомнительная.